# Bonnie Raitt
Bonnie Raitt, nom amb què es coneix Bonnie Lynn Raitt (Burbank, Califòrnia, 8 de novembre de 1949) és una cantant, guitarrista i compositora de blues, i activista estatunidenca.
Durant la dècada del 1970 Raitt va llançar una sèrie de discos influenciats per arrels que incorporaven elements de blues, rock, folk i country. El 1989, després de diversos anys de reconeixement per part de la crítica però amb poc èxit comercial, va tenir un gran èxit amb l'àlbum Nick of Time. Els dos àlbums següents, Luck of the Draw (1991) i Longing in Their Hearts (1994), van generar també vendes multimilionàries, alhora que també diversos "singles" de gran èxit, incloent "Something to Talk About", "Love Sneakin 'Up on You", i la balada "I Can't Make You Love Me" (amb Bruce Hornsby al piano).
Raitt ha rebut 10 premis Grammy, i figura en el número 50 de la llista de "100 millors cantants de tots els temps" i en el 89 de la llista dels "100 millors guitarristes de tots els temps", ambdues de la revista Rolling Stone.

## Biografia
Raitt va néixer a Burbank (Califòrnia), filla de l'estrella de Broadway John Raitt i la seva primera esposa, la pianista Marjorie Haydock. Raitt, que és d'origen escocès (els seus avantpassats van construir el castell de Rait, prop de Nairn), va ser criada en la tradició quàquera. Tant ella com els seus germans Steve i David van anar canviant de residència d'una costa a l'altra amb els seus pares, fins que el 1957 es van instal·lar a Los Angeles.
Als vuit anys, Bonnie va obtenir la seva primera guitarra (una Stella de 25 dòlars) com a regal de Nadal; tot i que en aquella època el seu instrument preferit era el piano, en pocs anys va canviar d'idea. El seu avi matern, un missioner metodista que també tocava la lap steel guitar hawaiana, li va ensenyar uns quants acords a la guitarra, i els seus consellers del campament estival quàquer Camp Regis-Applejack de Paul Smiths (Nova York), a les Adirondacks, la van encaminar cap a l'emergent música folk i de protesta. Raitt també va estar exposada al blues a través d'un àlbum gravat en el festival de Newport (Rhode Island) de 1963 i un lot de gravacions de Ray Charles que un amic de la família li havia donat. Més tard es va fer notar pel seu estil "bottleneck" tocant la guitarra.
Quan tenia 15 anys la família va tornar a la costa est, on després de graduar-se a l'institut quàquer de Poughkeepsie (Nova York) Raitt va ingressar al Radcliffe College el 1967, especialitzant-se en relacions socials i estudis africans. Va dir que "el seu pla era viatjar a Tanzània, on el president Julius Nyerere estava creant un govern basat en la democràcia i el socialisme". Raitt es va fer amiga del promotor de blues Dick Waterman, amb qui va començar a sortir, i durant el seu segon any Raitt va abandonar la facultat durant un semestre i es va traslladar a Filadèlfia amb Waterman i altres músics locals; Raitt diu que va ser una "oportunitat que ho va canviar tot".

## Carrera professional

### 1970–1976

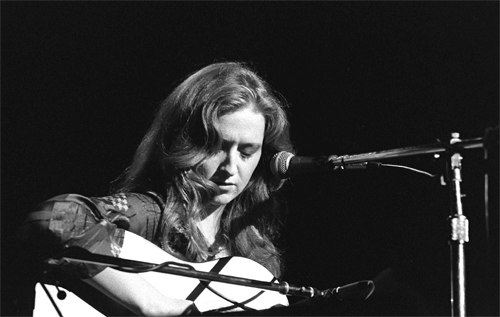
Raitt pels volts de 1976, probablement al Berkeley Community Theatre.

L'estiu de 1970 va tocar amb el seu germà David amb Mississippi Fred McDowell al Philly Folk Festival, i també va fer de telonera a John P. Hammond al Gaslight Cafe de Nova York. Va ser vista per un(a) periodista de Newsweek, qui va parlar sobre la seva actuació, i aviat els caçadors de talent de les principals companyies discogràfiques van començar a assistir als seus espectacles per veure-la. Finalment va acceptar una oferta de Warner Bros., amb qui poc temps després va treure el seu àlbum de debut, Bonnie Raitt (1971). Aquest va ser rebut calorosament per la premsa musical, amb molts periodistes elogiant les seves habilitats com a intèrpret i com a guitarrista "bottleneck"; en aquella època, poques dones tenien una reputació tan gran com a guitarristes en la música popular.
Mentre que era admirada per aquells que la veien actuar i respectada pels seus companys, Raitt va obtenir escassa aclamació del públic pel seu treball. El seu estatus va continuar augmentant entre la crítica, però les vendes de discos seguien sent modestes. El seu segon àlbum, Give It Up, va rebre comentaris positius en veure la llum el 1972, tot i que no va fer canviar la seva fortuna comercial. Takin' My Time (1973), també va aconseguir elogis de la crítica, la qual tampoc no va coincidir amb les vendes.
Raitt va començar a rebre una major cobertura per part de la premsa, incloent un reportatge el 1975 per a Rolling Stone, però amb l'àlbum Streetlights, de l'any anterior, les ressenyes del seu treball eren cada vegada més dispars. En aquells moments Raitt ja estava experimentant amb diferents productors i estils, i va començar a adoptar un so més habitual que va continuar durant tot 1975 amb Home Plate. L'any següent Raitt va aparèixer en l'àlbum homònim de Warren Zevon.

### 1977–1988
L'àlbum Sweet Forgiveness (1977), va donar a Raitt el seu primer assoliment comercial quan la seva nova versió de "Runaway" va esdevenir un single d'èxit. Havia transformat la gravació original en una cançó de rhythm and blues basada en un "groove" rítmic inspirat per Al Green. Tot i que la seva versió va ser menyspreada per molts crítics, l'èxit comercial de la cançó va provocar una guerra d'ofertes per a Raitt entre Warner Bros. i Columbia Records.
Warner Brothers tenia més expectatives per al proper àlbum de Raitt, The Glow (1979), però aquest va rebre pocs comentaris i vendes modestes. Raitt va aconseguir un èxit comercial el 1979, quan va ajudar a organitzar els cinc concerts de Musicians United for Safe Energy (MUSE) al Madison Square Garden de Nova York. Els espectacles van ser el germen del triple àlbum No Nukes, que va arribar a disc d'or, i també d'un llargmetratge homònim, de Warner Brothers. Els espectacles van comptar amb els cofundadors Jackson Browne, Graham Nash, John Hall i Raitt, així com Bruce Springsteen, Tom Petty and the Heartbreakers, The Doobie Brothers, Carly Simon, James Taylor, Gil Scott-Heron i molts altres.
En 1980 va aparèixer interpretant-se a ella mateixa a la pel·lícula Urban Cowboy, on cantava "Don't It Make You Wanna Dance". La cinta va estar dirigida per James Bridges i interpretada per John Travolta, Debra Winger, Scott Glenn i Barry Corbin.
Per al seu proper disc, Green Light (1982), Raitt va voler revisar a consciència el so dels seus discos anteriors. No obstant això, i per sorpresa seva, molts dels seus companys i els mitjans de comunicació van comparar el seu nou so amb el moviment "new wave". Malgrat l'àlbum va rebre les seves crítiques més fortes en anys, les seves vendes no van millorar i això va acabar tenint un fort impacte en la seva relació amb Warner Brothers.
Tongue and Groove i trencament amb Warner Brothers
El 1983, mentre Raitt estava acabant de treballar en el seu àlbum Tongue and Groove, Warner Brothers va "fer neteja" i va rescindir el contracte a un seguit d'artistes, com Van Morrison i Arlo Guthrie; l'endemà d'enllestir la masterització del disc la discogràfica també va desprendre's de Raitt. L'àlbum va ser arxivat indefinidament, i Raitt es va quedar sense segell discogràfic. En aquella època Raitt també tenia problemes per l'abús d'alcohol i drogues.
Malgrat els seus problemes personals i professionals, Raitt va continuar de gira i va participar en l'activisme polític. El 1985 va cantar i aparèixer en el vídeo de "Sun City", la cançó anti-apartheid escrita i produïda pel guitarrista Steven Van Zandt. Juntament amb la seva participació en els concerts de Farm Aid i Amnistia Internacional, Raitt va viatjar a Moscou el 1987 per formar part del primer concert per la pau conjunt sovièticoestatunidenc, que es va emetre posteriorment a la cadena de televisió Showtime. Aquell mateix any Raitt va organitzar un acte benèfic Countdown '87 a Los Angeles per a Stop Contra Aid; també hi van participar els músics Don Henley (dels Eagles), Herbie Hancock, Holly Near i altres.
El 1985, dos anys després de deixar Raitt, Warner Brothers va informar-la de la seva intenció de llançar Tongue and Groove; el van retallar i va veure la llum el 1986 amb el nom de Nine Lives, el seu últim enregistrament amb la discogràfica.
A finals de 1987 Raitt es va unir a les cantants k.d. lang i Jennifer Warnes com a vocalistes femenines en l'especial de televisió de Roy Orbison, Roy Orbison and Friends, A Black and White Night; després d'aquesta aclamada emissió, Raitt va començar a treballar en nous temes. En aquells moments ja estava neta i sòbria, i havia resolt el seu problema d'abús de substàncies. Més endavant va atribuir a Stevie Ray Vaughan la seva ajuda per sortir-se'n en un concert de la Minnesota State Fair la nit després de la mort de Vaughan l'any 1990. Durant aquella època Raitt va considerar signar amb la discogràfica de Prince, Paisley Park Records, però les negociacions no van prosperar, finalment. En lloc d'això, va començar a gravar una barreja blues de pop i rock sota la direcció de producció de Don Was a Capitol Records.
Raitt havia conegut aquest a través de Hal Wilner, que estava reunint els temes de Stay Awake, un àlbum tribut de la música de Disney per a A&M Records. Ambdós van voler que Raitt cantés una versió adult contemporary de "Baby Mine", la cançó de bressol de Dumbo. Raitt va quedar molt satisfeta amb les sessions, i va demanar a Was que produís el seu següent àlbum.

### 1989–1999

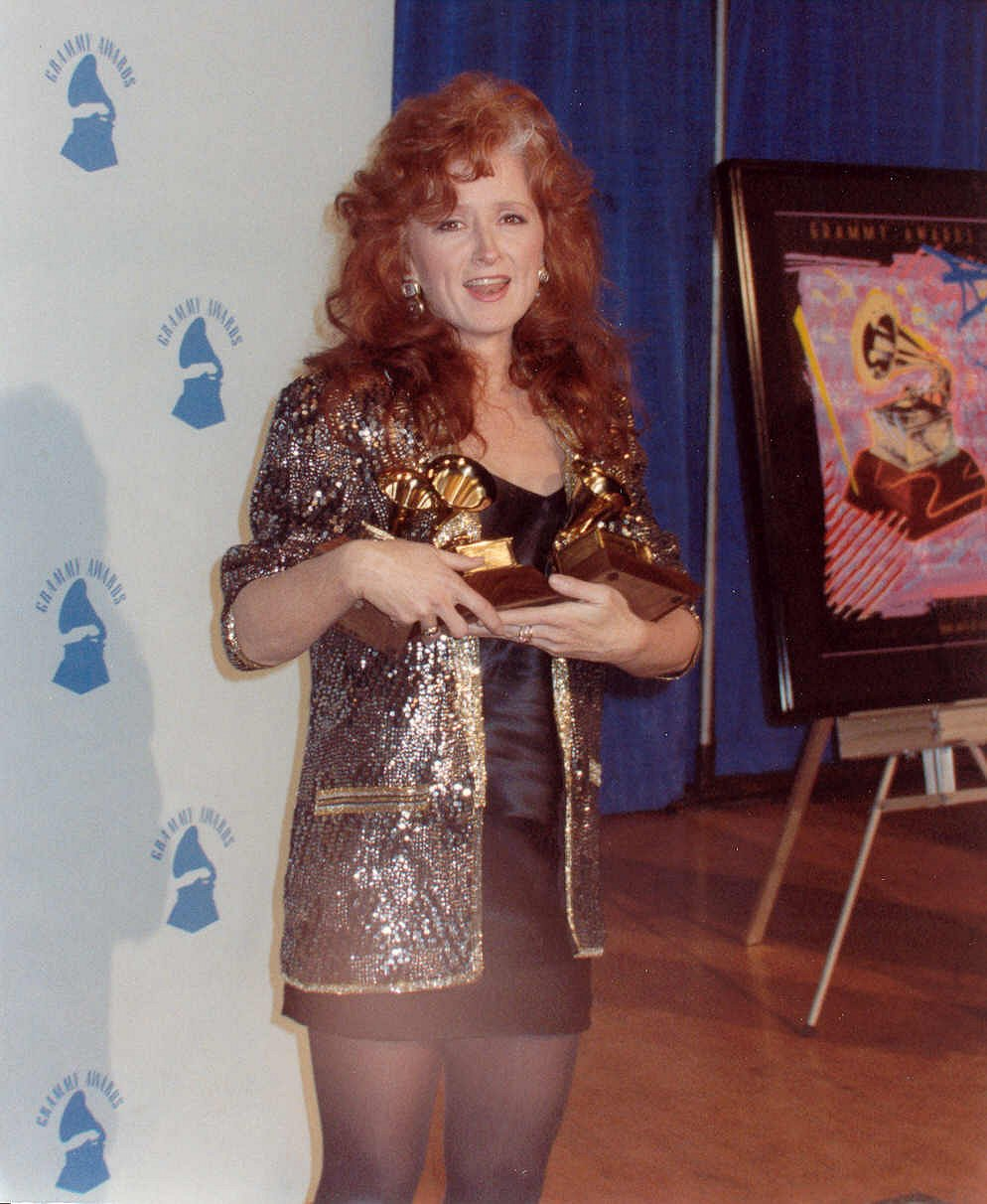
Raitt als Premis Grammy el 1990, amb els seus guardons.

Després de treballar amb Was en l'àlbum Stay Awake, Raitt va aconseguir un nou contracte discogràfic amb Capitol Records a través de Tim Devine, executiu d'A&R (Artists and repertoire). Després de gairebé 20 anys, amb el nou segell Raitt va assolir un èxit comercial amb el seu desè àlbum, Nick of Time, publicat la primavera de 1989. Aquest es va situar en les primeres posicions de les llistes dels Estats Units i va triomfar en els Grammy a principis de 1990. Aquest àlbum va ser votat el número 230 de la llista dels 500 millors àlbums de tots els temps per la revista Rolling Stone, i només en els EUA ha venut més de sis milions de còpies. La pròpia Raitt va assenyalar que el seu desè intent va ser el seu primer àlbum sòbria".
Al mateix temps, Raitt va rebre un quart premi Grammy pel seu duo "In the Mood" amb John Lee Hooker en el seu àlbum The Healer. Nick of Time també va ser el primer de molts dels seus enregistraments a presentar la que seria la seva secció rítmica durant molt de temps, composta per Ricky Fataar i James "Hutch" Hutchinson (encara que anteriorment Fataar havia tocat en el seu àlbum Green Light i Hutchinson havia treballat a Nine Lives), que segueixen gravant i anant de gira amb ella avui dia.
Aquest èxit el van seguir tres premis Grammy més per al seu àlbum de 1991 Luck of the Draw, que va vendre gairebé 8 milions de còpies als Estats Units. Tres anys més tard va afegir dos Grammys més amb el seu àlbum Longing in Their Hearts, el seu segon en ser número 1. Ambdós discos van tenir èxits multi-platí.
La col·laboració de Raitt amb Was acabaria amistosament amb el llançament el 1995 de Road Tested, que va aconseguir ressenyes sòlides i es va vendre prou bé per ser certificat com a or, i per al seu següent disc d'estudi Raitt va contractar Mitchell Froom i Tchad Blake com a productors. "M'encantava treballar amb Don Was, però volia donar una mica d'espai a mi i als meus fans i fer alguna cosa diferent", va dir Raitt. El seu treball amb Froom i Blake va resultar en el disc Fundamental (1998).

### 2000–2007

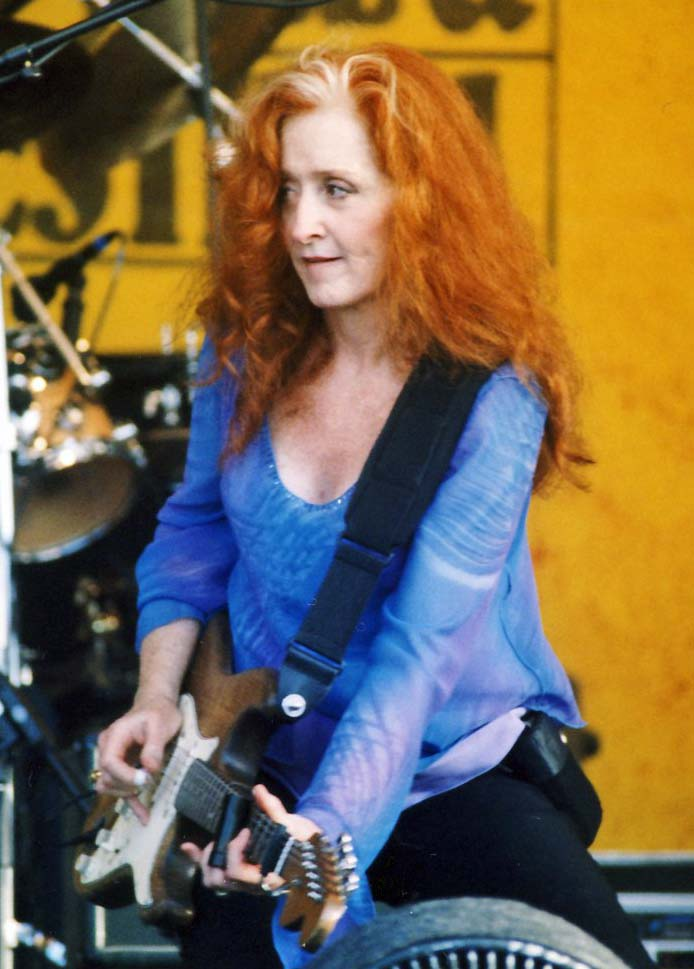
Raitt en un concert durant el New Orleans Jazz & Heritage Festival de 2004.

El març de 2000 Raitt va entrar al Saló de la Fama del Rock and Roll a Cleveland (Ohio). Silver Lining va sortir dos anys més tard, i als Estats Units va aconseguir el número 13 a la llista Billboard; més tard va ser certificat com disc d'or, i els seus tres senzills ("I Can't Help You Now", "Time of Our Lives" i la cançó que li donava títol) van arribar al top 40 de la llista Adult Contemporary dels EUA. El 19 de març del mateix any va rebre una estrella al Passeig de la Fama de Hollywood per les seves contribucions a la indústria discogràfica.
El 2003 Capitol Records va llançar el recopilatori The Best of Bonnie Raitt, que conté cançons dels seus anteriors àlbums amb el segell, i el 2004 va aparèixer en l'àlbum True Love de Toots and The Maytals.
Souls Alike va sortir a la venda el setembre de 2005. Als Estats Units va arribar al top 20 de la llista Billboard, i els seus senzills "I Will Not Be Broken" i "I Don't Want Anything to Change" van arribar també al top 40 de la llista Adult Contemporary. El 2006 Capitol va llançar el DVD/CD en viu Bonnie Raitt and Friends, que va ser filmat a Atlantic City (Nova Jersey) com a part de l'aclamada sèrie de concerts "Decades Rock Live!", del canal VH1 Classic, amb convidats especials com Kevin "Keb' Mo'" Moore, Alison Krauss, Ben Harper, Norah Jones i Jon Cleary.
Amb aquest últim va cantar el 2007 un popurri de les cançons "I'm in Love Again" i "All by Myself" de Fats Domino, en l'àlbum tribut Goin 'Home: A Tribute to Fats Domino en què Raitt va col·laborar.

### 2008–present
Dos anys després d'haver-ho fet amb la seva banda, el 7 de juny del 2008 Raitt va aparèixer a l'emissió del programa de ràdio de Garrison Keillor A Prairie Home Companion, on va interpretar dues cançons de blues amb Keb' Mo' ("No Getting Over You" i "There Ain't Nothin 'in Ramblin'") i una altra amb Richard Thompson ("Dimming of the Day"). Posteriorment també ho va fer en el documental de 2011 Reggae Got Soul: The Story of Toots and the Maytals, que va emetre's a la BBC i va ser descrit com "La història no explicada d'un dels artistes més influents de la història de Jamaica".
Al febrer de 2012, Raitt va interpretar un duet amb Alicia Keys en els 54ns Premis Grammy en homenatge a Etta James, i l'abril va publicar el seu primer àlbum d'estudi des de 2005, titulat Slipstream. Aquest va arribar al número 6 de la llista Billboard 200 dels EUA i va suposar el seu primer àlbum top ten des de Longing in Their Hearts (1994); també va ser descrit com "un dels millors dels seus 40 anys de carrera" per la revista American Songwriter. Aquell setembre Raitt va aparèixer en una campanya anomenada "30 Songs / 30 Days" per donar suport al projecte multiplataforma Half the Sky: Turning Oppression into Opportunity for Women Worldwide, inspirat en el llibre escrit per Nicholas Kristof i Sheryl WuDunn. El 2013 va aparèixer en l'àlbum Joy of Nothing de Foy Vance amb la cançó "You and I".
Al febrer de 2016 va sortir Dig in Deep, el seu dissetè àlbum d'estudi, que va arribar al número 11 de la llista Billboard 200 i va rebre ressenyes favorables.
Raitt va cancel·lar la primera etapa prevista per la gira conjunta amb James Taylor la primavera-estiu de 2018 per motius mèdics que requerien intervenció quirúrgica i que li havien descobert feia poc. Va informar que requeria una recuperació total i que planejava reprendre la gira amb les dates ja programades el juny del 2018; en lloc seu va actuar Sheryl Crow.
En el nou àlbum d'aquesta, Threads, que veurà la llum l'agost de 2019, Raitt hi participa amb Mavis Staples cantant totes tres el tema "Live Wire". Una nova actuació està prevista per setembre del mateix any a Dallas al Crossroads Guitar Festival, el festival promogut per Eric Clapton, i una altra a l'Outlaw Music Festival de Willie Nelson, al costat d'artistes com el propi Nelson, Alison Krauss, Brothers Osborne i The Avett Brothers.

## Ús de drogues i alcohol i posterior recuperació
Raitt va prendre alcohol i drogues, però va començar la psicoteràpia i es va unir a Alcohòlics Anònims a finals de la dècada del 1980. Ha declarat: "Creia que havia de viure aquest estil de vida de festa per ser autèntica, però, de fet, si ho mantens massa temps, només acabaràs sent descuidada o estant morta". Va esdevenir neta el 1987, i ha atribuït a Stevie Ray Vaughan el fet d'haver trencat amb el seu abús de substàncies, dient que allò que li va donar el valor d'admetre el seu problema amb l'alcohol i deixar de beure va ser veure que Vaughan era un músic encara millor quan estava sobri. També ha dit que va deixar-ho perque es va adonar que la "vida nocturna" no funcionava amb ella. El 1989 va dir: "Realment sento que uns àngels m'han estat portant. Només tinc més focus i més disciplina i, per tant, més respecte a mateixa".
La seva decisió de seguir endavant va ser part d'un pla d'acció més ampli, per restablir-se d'un fracàs romàntic i d'un contracte amb una discogràfica que es va cancel·lar. Pels volts del 1983 va començar la seva caiguda, quan Warner Bros. no va voler seguir treballant amb ella després de treure Green Light, cosa que va forçar-la a cancel·lar una gira molt esperada amb Stevie Ray Vaughan, i l'any següent va patir una brusca ruptura sentimental. Tot i estar de gira i treure un nou àlbum l'any 1986 se sentia ferida i desquiciada, i ho interioritzava tot, confiant cada vegada més en l'alcohol i les drogues per adormir el dolor. També tenia sobrepès i no se sentia en condicions d'aparèixer al costat de Prince en un vídeo musical que estava en perspectiva. "Es tractava de vanitat i bon sentit dels negocis", va afirmar en una entrevista. A principis de 1987 va sentir que ja n'havia tingut prou, i amb l'ajuda d'alguns amics sobris, va poder deixar de beure, perdre pes i posar-se en forma, i gairebé immediatament afirma que va sentir que havia tingut un despertar espiritual i un renaixement físic i es va sentir optimista per primera vegada en anys.
Un any després de prendre la seva última copa es va retirar a una cabana de Mendocino, al nord de Califòrnia, per treballar en la seva música. La primera cançó que va escriure allà es convertiria finalment en "Nick of Time", que donaria nom també a l'àlbum. El tema tracta d'"un amor redentor, un tipus més gran d'amor" i "és totalment una cançó de sobrietat."

## Vida personal
Raitt s'ha près èpoques sabàtiques, fins i tot després de la mort dels seus pares, germà i millor amic. Ha dit "Quan passava per una gran pèrdua, feia una pausa". Raitt i l'actor Michael O'Keefe (The Great Santini, Caddyshack) es van casar el 27 d'abril de 1991, i van anunciar el seu divorci el 9 de novembre de 1999, pel que sembla a causa del considerable temps que passaven separats atès a les seves carreres.

## Influències
En una entrevista amb la revista Rolling Stone, parlant dels seus referents femenins, Raitt va dir que de jove la seva heroïna era Joan Baez, ja que era activista política, cantant de folk, i, com ella, quàquera i amb ascendència escocesa. També admirava Tina Turner, The Marvelettes, Martha Reeves, Sippie Wallace i Katharine Hepburn, tot i que Aretha Franklin era la seva preferida. L'any 2016, en una altra entrevista on li van preguntar per les dones que van ser els seus referents feministes, va tornar a anomenar Joan Baez, i va afegir-hi també Gloria Steinem, Eleanor Roosevelt, Winnie Mandela, Judy Collins, Odetta, i Mavis Staples.
Arran de la mort d'Aretha Franklin el 2018 Raitt va dir d'ella que havia estat l'artista més influent de la seva vida (juntament amb Ray Charles), que havia donat forma a la seva identitat musical i que li havia ensenyat com bregar amb l'amor i la traïció.

## Activisme
La implicació política de Raitt es remunta a principis de la dècada del 1970. En la part posterior del seu àlbum de 1972 Give It Up hi ha impresa la dedicatòria "a la gent del Vietnam del Nord…"
El lloc web de Raitt demana als fans que aprenguin més sobre la preservació del medi ambient. Va ser membre fundador de Musicians United per Safe Energy el 1979, i un catalitzador per al moviment antinuclear més gran, involucrant-se en grups com Abalone Alliance i Alliance for Survival. Ha format part també de la iniciativa de Jack Johnson BYOBottle (Bring Your Own Bottle, "Porta la teva pròpia ampolla"), una campanya mediambiental que lluita per la reducció de la pol·lució causada pel plàstic en la indústria musical promovent en esdeveniments l'ús d'ampolles d'aigua reutilitzables i punts per a reomplir-les.
Raitt ha actuat també en benefici de causes com el Christic Institute i el moviment Sanctuary, així com per a centres de dones maltractades, grups de drets dels indígenes nord-americans i molts altres. També va ser activa a CoMadres, una organització formada per mares i esposes d'homes que han desaparegut o han estat assassinats a El Salvador. L'any 2017 va donar suport a les protestes per l'oleoducte Dakota Access, que passaria prop de la reserva de Standing Rock.
El 1994, a instàncies de Dick Waterman, Raitt va finançar la substitució d'una làpida per a un dels seus mentors, el guitarrista de blues Fred McDowell, a través de la Mount Zion Memorial Fund. Posteriorment Raitt va finançar també les làpides commemoratives a Mississipi per als músics Memphis Minnie, Sam Chatmon i Tommy Johnson, altra vegada amb la mateixa fundació.
Al Festival de jazz d'Estocolm el juliol del 2004, Raitt va dedicar un clàssic al llavors president dels EUA (i més endavant reelegit) George W. Bush; abans de començar a interpretar "Your Good Thing (Is About to End)" (una cançó que va aparèixer en el seu àlbum de 1979 The Glow) va dir: "Cantarem això per George Bush perquè marxa d'aquí, gent!".
El 2002 Raitt es va incorporar com a protectora oficial de Little Kids Rock, una organització sense ànim de lucre que ofereix instruments musicals gratuïts i lliçons gratuïtes per als nens de les escoles públiques dels Estats Units. Ha visitat nens del programa, i és a la junta directiva de l'organització com a membre honorari.
Raitt va treballar amb Reverb, una organització ambiental sense ànim de lucre, per a les seves gires de tardor/hivern del 2005 i de primavera/estiu/tardor de 2006. El 2008, Raitt va donar una cançó al CD d'Aid Still Required per ajudar amb els esforços de socors al sud-est asiàtic arran del tsunami de 2004; el 1992 també va fer concerts benèfics després de la devastació causada per l'huracà Iniki a Hawaii, i el 2017 després de l'huracà Harvey a Texas, juntament amb Paul Simon, Willie Nelson, Lyle Lovett, Leon Bridges, Edie Brickell, Asleep at the Wheel. i James Taylor.
Raitt forma part del grup No Nukes, que s'oposa a l'expansió de l'energia nuclear, i que va gravar el 2007 un vídeo musical d'una nova versió de la cançó de Buffalo Springfield "For What It's Worth".
Durant la campanya de primàries del Partit Democràta de 2008, Raitt, juntament amb Jackson Browne i el baixista James "Hutch" Hutchinson, van actuar en actes de campanya per al candidat John Edwards.

## Guitarres

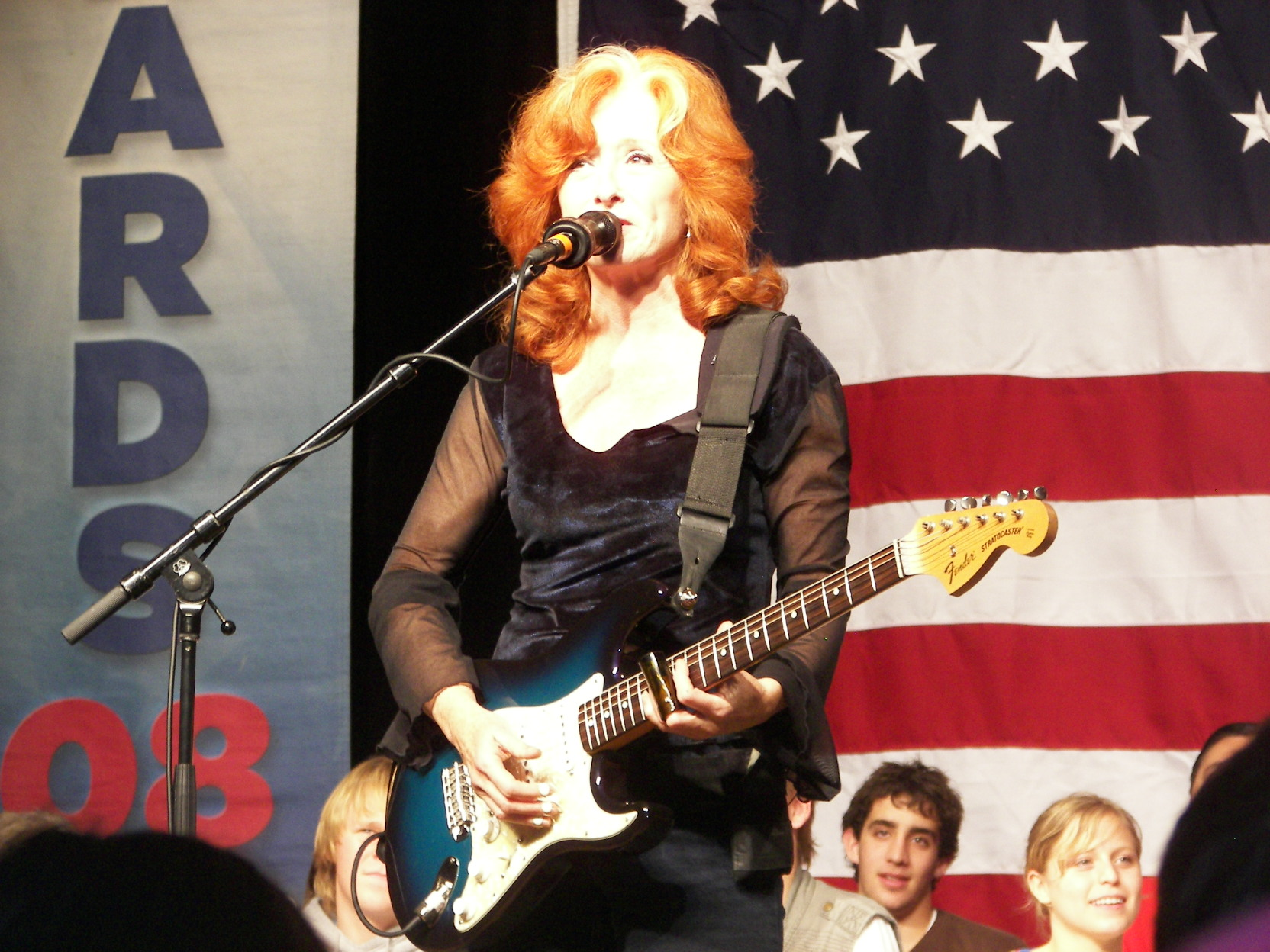
Raitt amb una de les seves Fender Stratocaster en una actuació el 2005.

Raitt va obtenir als vuit anys la seva primera guitarra, una Stella acústica, i aviat va deixar de banda el piano, que en aquella època el seu instrument preferit, en favor d'aquesta.
La seva guitarra principal quan va de gira és un Fender Stratocaster personalitzada que es va convertir en la base per a un model propi el 1996, i va passar a ser la primera dona en tenir una línia pròpia a Fender.
Té una bona col·lecció de guitarres, entre les quals hi ha una Strat "Brownie" de 1965, tres dels seus prototipus Fender Strat signatura Bonnie Raitt, una Strat de 1963 que havia estat de Robin Trower, una Gibson ES-175 vella, tres Guild acústiques i una guitarra amb ressonador Pogreba lila.
| « | La meva Strat marró: el cos és del '65 i el coll és d'un temps després. És una mena d'híbrid que vaig obtenir per 120 dòlars a les 3 de la matinada del 1969. És la que no té pintura, i l'he utilitzada per a tots els bolos des de 1969. | » |

## Discografia
| Any  | Títol                       | Discogràfica    | Notes              |
| ---- | --------------------------- | --------------- | ------------------ |
| 1971 | Bonnie Raitt                | Warner Bros.    |                    |
| 1972 | Give It Up                  | Warner Bros.    |                    |
| 1973 | Takin' My Time              | Warner Bros.    |                    |
| 1974 | Streetlights                | Warner Bros.    |                    |
| 1975 | Home Plate                  | Warner Bros.    |                    |
| 1977 | Sweet Forgiveness           | Warner Bros.    |                    |
| 1979 | The Glow                    | Warner Bros.    |                    |
| 1982 | Green Light                 | Warner Bros.    |                    |
| 1986 | Nine Lives                  | Warner Bros.    |                    |
| 1989 | Nick of Time                | Capitol Records |                    |
| 1990 | The Bonnie Raitt Collection | Warner Bros.    | àlbum recopilatori |
| 1991 | Luck of the Draw            | Capitol Records |                    |
| 1994 | Longing in Their Hearts     | Capitol Records |                    |
| 1995 | Road Tested                 | Capitol Records | àlbum en viu       |
| 1998 | Fundamental                 | Capitol Records |                    |
| 2002 | Silver Lining               | Capitol Records |                    |
| 2003 | The Best of Bonnie Raitt    | Capitol Records | àlbum recopilatori |
| 2005 | Souls Alike                 | Capitol Records |                    |
| 2006 | Bonnie Raitt and Friends    | Capitol Records | àlbum recopilatori |
| 2012 | Slipstream                  | Redwing Records |                    |
| 2016 | Dig in Deep                 | Redwing Records |                    |

### Col·laboracions
- 1988: Roy Orbison and Friends, A Black and White Night (amb Roy Orbison, Bruce Springsteen, Elvis Costello, Jackson Browne, Jennifer Warnes, k.d. lang, Lyle Lovett i Tom Waits, entre d'altres)
- 1995: "You Got It", a la banda sonora de la pel·lícula Boys on the Side
- 1996: "Pride and Joy" (amb Double Trouble), a Tribute to Stevie Ray Vaughan
- 1997: "Cold, Cold, Cold" (amb Little Feat), a Rock and Roll Doctor: A Tribute to Lowell George
- 2004: "Thing Called Love" (versió en viu), a Grammy's Greatest Moments Volume I
- 2004: "I Can't Make You Love Me" (versió en viu), a Grammy's Greatest Moments Volume III
- 2004: "Will the Sun Ever Shine Again", a Home on the Range: An Original Walt Disney Records Soundtrack
- 2007: "I'm in Love Again/All by Myself" (amb Jon Cleary), a Goin' Home: A Tribute to Fats Domino
- 2010: "Love Has No Pride" (amb Crosby, Stills & Nash), a The 25th Anniversary Rock & Roll Hall Of Fame Concerts
- 2014: "Everywhere I Go" (amb David Lindley), a Looking Into You: A Tribute to Jackson Browne

## Premis

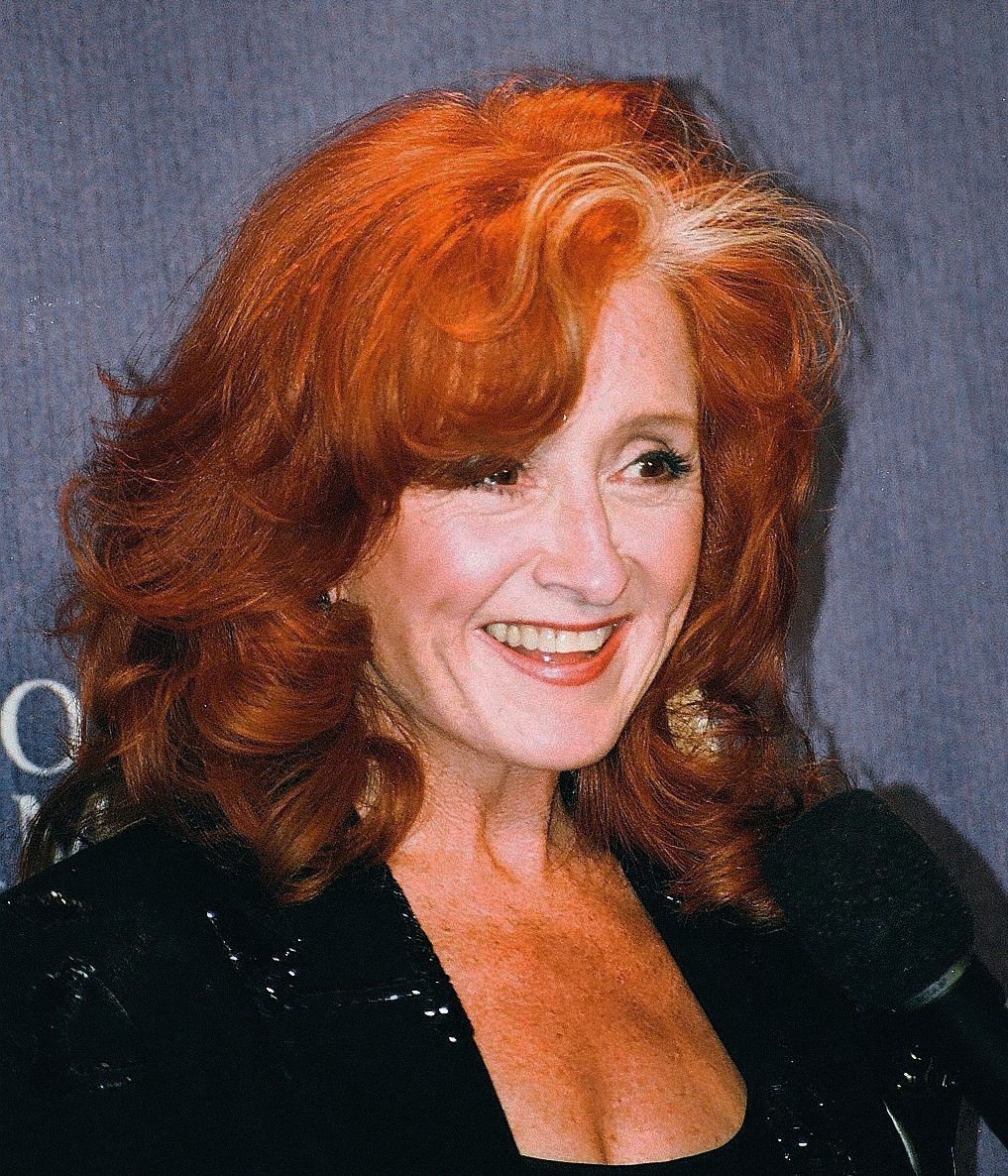
Raitt en el seu ingrés al Saló de la Fama del Rock and Roll, l'any 2000.

| Any  | Premi     | Categoria                                  | Treball                                         | Resultat   |
| ---- | --------- | ------------------------------------------ | ----------------------------------------------- | ---------- |
| 1980 | Grammy    | millor actuació vocal femenina de rock     | "You're Gonna Get What's Coming"                | nominada   |
| 1983 | Grammy    | millor actuació vocal femenina de rock     | "Green Light"                                   | nominada   |
| 1987 | Grammy    | millor actuació vocal femenina de rock     | "No Way To Treat A Lady"                        | nominada   |
| 1990 | Grammy    | millor àlbum de l'any                      | Nick of Time                                    | guanyadora |
| 1990 | Grammy    | millor actuació vocal femenina de rock     | Nick of Time                                    | guanyadora |
| 1990 | Grammy    | millor actuació vocal femenina de pop      | "Nick of Time"                                  | guanyadora |
| 1990 | Grammy    | millor gravació de blues tradicional       | "I'm in the Mood" (amb John Lee Hooker)         | guanyadora |
| 1992 | Grammy    | millor àlbum de l'any                      | Luck of the Draw                                | nominada   |
| 1992 | Grammy    | millor gravació de l'any                   | "Something to Talk About"                       | nominada   |
| 1992 | Grammy    | millor actuació vocal femenina de pop      | "Something to Talk About"                       | guanyadora |
| 1992 | Grammy    | millor actuació vocal en solitari de rock  | "Luck of the Draw"                              | guanyadora |
| 1992 | Grammy    | millor actuació vocal de grup de rock      | "Good Man, Good Woman"                          | guanyadora |
| 1995 | Grammy    | millor àlbum de l'any                      | Longing in Their Hearts                         | nominada   |
| 1995 | Grammy    | millor àlbum vocal de pop                  | Longing in Their Hearts                         | guanyadora |
| 1995 | Grammy    | millor gravació de l'any                   | "Love Sneakin' Up On You"                       | nominada   |
| 1995 | Grammy    | millor actuació vocal femenina de pop      | "Love Sneakin' Up On You"                       | nominada   |
| 1995 | Grammy    | millor actuació vocal en solitari de pop   | "Love Sneakin' Up On You"                       | nominada   |
| 1996 | Grammy    | millor actuació vocal femenina de pop      | "You Got It"                                    | nominada   |
| 1997 | Grammy    | millor àlbum de rock                       | Road Tested                                     | nominada   |
| 1997 | Grammy    | millor actuació vocal femenina de rock     | "Burning Down The House"                        | nominada   |
| 1997 | Grammy    | millor actuació instrumental de rock       | "SRV Shuffle"                                   | guanyadora |
| 1999 | Grammy    | millor col·laboració pop amb vocals        | "Kisses Sweeter Than Wine" (amb Jackson Browne) | nominada   |
| 2003 | Grammy    | millor actuació vocal femenina de rock     | "Gnawin' On It"                                 | nominada   |
| 2004 | Grammy    | millor actuació vocal femenina de rock     | "Time of Our Lives"                             | nominada   |
| 2006 | Grammy    | millor actuació vocal femenina de rock     | "I Will Not Be Broken"                          | nominada   |
| 2012 | Americana | Lifetime Achievement Award for Performance | -                                               | guanyadora |
| 2013 | Grammy    | millor àlbum d'americana                   | Slipstream                                      | guanyadora |
| 2016 | Americana | artista de l'any                           | -                                               | nominada   |

### Altres guardons
- 1991: doctor honoris causa de música de la Berklee College of Music.[56]
- 1997: medalla de les Arts de la Universitat Harvard.[57]
- 2000: ingrés al Rock and Roll Hall of Fame.[58]
- 2017: Lifetime Achievement Award del National Guitar Museum.[59]
- 2018: People's Voice Award dels premis Folk Alliance International, en reconeixement del seu activisme.[60]